# Tommy Westlund
Tommy Westlund (* 29. Dezember 1974 in Fors) ist ein ehemaliger schwedischer Eishockeyspieler, der in seiner aktiven Zeit von 1992 bis 2004 unter anderem für die Carolina Hurricanes in der National Hockey League gespielt hat.   

## Karriere
Tommy Westlund begann seine Karriere als Eishockeyspieler beim Avesta BK, für dessen Profimannschaft er von 1992 bis 1995 in der damals noch zweitklassigen Division 1 aktiv war. Anschließend erhielt er einen Vertrag beim Brynäs IF, für den er in den folgenden drei Jahren in der Elitserien spielte. Nachdem Flügelspieler im NHL Entry Draft 1998 in der vierten Runde als insgesamt 93. Spieler von den Carolina Hurricanes ausgewählt wurde, schloss er sich diesen an und verbrachte vier Spielzeiten lang für das Team aus Raleigh, North Carolina, in der National Hockey League. 
Mit den Hurricanes scheiterte der Schwede in der Saison 2001/02 erst im Finale um den Stanley Cup an den Detroit Red Wings. Den Großteil der Saison 2002/03 absolvierte der Weltmeister von 1998 in der Mannschaft Beast of New Haven aus der American League, Farmteam der Hurricanes. Seine Karriere beendete Westlund im Anschluss an die Saison 2003/04, die er in der Elitserien beim Leksands IF verbracht hatte, im Alter von 30 Jahren.       

### International
Für Schweden nahm Westlund an der Weltmeisterschaft 1998 teil, bei der er mit seiner Mannschaft Weltmeister wurde. 

## Erfolge und Auszeichnungen
- 1998 Goldmedaille bei der Weltmeisterschaft